# Christian Goethals
Christian Roger Xavier Marie Joseph Ghislain Goethals (Heule, 4 agosto 1928 – Courtrai, 26 febbraio 2003) è stato un pilota automobilistico belga.
Partecipò al solo Gran Premio di Germania 1958 pilotando una Cooper privata. Si ritirò al 4º giro.

## Risultati in Formula 1
| 1958 | Scuderia    | Vettura    |  |  |  |  |  |  |  |     |  |  |  | Punti | Pos. |
| ---- | ----------- | ---------- |  |  |  |  |  |  |  | --- |  |  |  | ----- | ---- |
| 1958 | Éperon d'Or | Cooper T43 |  |  |  |  |  |  |  | Rit |  |  |  | 0     |      |

| Legenda | 1º posto     | 2º posto | 3º posto    | A punti         | Senza punti/Non class.  | Grassetto – Pole position Corsivo – Giro più veloce |
| Legenda | Squalificato | Ritirato | Non partito | Non qualificato | Solo prove/Terzo pilota | Grassetto – Pole position Corsivo – Giro più veloce |